# Киселёв, Виталий Семёнович
Вита́лий Семёнович Киселёв (род. в с. Биджан) — советский и российский тромбонист и музыкальный педагог, артист оркестра Большого театра и большого симфонический оркестра имени П. И. Чайковского, преподаватель музыкального колледжа при Московской консерватории, заслуженный артист Российской Федерации (1997).

## Биография
Виталий Киселёв начал учиться музыке в музыкальной школе в городе Дмитрове Московской области. С 1961 по 1965 год он продолжал обучение в первом Московском областном музыкальном училище. После окончания обучения в училище Киселёв проходил службу в рядах военно-морского флота СССР, играя в оркестре штаба Черноморского флота в Севастополе.
В 1972 году Виталий Киселёв играл в оркестре Большого театра. В 1974 году он окончил Московскую консерваторию (класс преподавателя В. Б. Баташова). С 1973 года Киселёв является артистом большого симфонического оркестра имени П. И. Чайковского. С 1979 года он преподаёт тромбон в музыкальном колледже при МГК им. П. И. Чайковского. Среди учеников Виталия Киселёва трое лауреатов международных конкурсов. В 1997 году ему было присвоено звание заслуженного артиста Российской Федерации.